# Magyar kökörcsin
A magyar kökörcsin újabban önálló fajként (Pulsatilla flavescens, P. hungarica), korábban a réti kökörcsin alfajaként (Pulsatilla pratensis subsp. hungarica) számon tartott, Magyarországon bennszülött növény. Alig tíz, kisebb-nagyobb különböző helyzetű populációja fordul elő a Nyírségben.  Ezen kívül a Pilisben és a Bodrogközben is előfordul.
Fokozottan védett. A faj szerepel az EU Élőhelyvédelmi Irányelvének II. mellékletében.

## Élőhelye
Homoki gyepek és homoki tölgyesek.
Termőhelyeit a 20. század utolsó és a 21. század első évtizedében a gazdasági tevékenység súlyosan károsította. A beszántás, az inváziós fajok előretörése, az erdőtelepítés, a helytelen gyep- és erdőgazdálkodás miatt sok régebb óta ismert állománya csökkent vagy kipusztult. A növény bennszülött volta miatt fennmaradása a magyar természetvédelmen múlik; a rá vonatkozó fajmegőrzési terv, és a fennmaradása érdekében eddig is végzett munkák a kiemelkedően fontos feladatok közé tartoznak. A fő veszélyek az élőhelyek átalakulása, megszűnése, néhol a beltenyészet.